# Pofonadás (Így jártam anyátokkal)
A Pofonadás az Így jártam anyátokkal című televízió-sorozat harmadik évadának kilencedik epizódja. Eredetileg 2007. november 19-én vetítették, míg Magyarországon egy évvel később, 2008. december 15-én.
Ebben az epizódban Lily és Marshall első Hálaadásukat ünnepelik, mint házaspár, s eközben Barney feje felett lebeg egy újabb pofon veszélye. Ted és Robin közt kialakul az első komolyabb feszültség amiatt, hogy barátok maradtak azután, hogy jártak.

## Cselekmény
Jövőbeli Ted megosztja a gyerekeivel egy közös szokásukat Robinnal: valahányszor katonai rangjelzésre utaló szófordulat merül fel a beszélgetés során, mindig tisztelegnek. Legalábbis így volt ez a szakításukig, azóta viszont kínos csend van csak helyette. Lily az első házaspárként tartott Hálaadásra készül, hogy minden tökéletes legyen. Robin magával akarja hozni idősebb barátját, Bobot, aki 41 éves, de Ted a történetében egy öregembernek ábrázolja. Marshall eközben Barneyt terrorizálja azzal, hogy a pofonvisszaszámláló éppen a vacsora előtt ér nullára, és meg fogja kapni harmadik pofonját, ami még a pofogadásból ered. Annyira rákészült Marshall, hogy apróbb dekorációkat is szentel az általa "pofonadásnak" hívott estére. Barney annyira retteg, és Marshall annyira beleéli magát, hogy Lily, mint pofogadási biztos, kijelenti, hogy aznap este semmilyen pofozkodás nem lesz, nem ronthatják el az estét.
Még ezt megelőző nap Robin és Ted úgy esik, hogy összefutnak egy süteménysütés erejéig, és megbeszélik, hogy mennyire kínos számukra ez az egész helyzet: mióta szakítottak, egymás társaságában csak feszengenek, nem tudnak miről beszélni, olyan, mintha már barátok sem lennének. Összevesznek, viszont aznap este szexelnek is. 
A hálaadási vacsorán Robin és Lily arra jutnak, hogy Robinnak és Tednek meg kell beszélniük az este történteket. Marshall és Barney tanácsára viszont Ted úgy véli, nem kellene beszélniük róla. Mivel megint összevesznek, Lily rákényszeríti őket, hogy beszéljenek a dologról. Arra jutnak, hogy mivel olyan furcsa egymás társaságában lenniük, már barátok sem lehetnek, így a vacsora után nem találkoznak többé. Aztán amikor Bob a vacsoraasztalnál kiejti a száján, hogy "tisztes távolság", mindketten tisztelegnek, amiből kiderül, hogy mégis van kettejük között kötődés, és lehetnek barátok. Jövőbeli Ted elmondja a gyerekeinek, hogy annyira jól sikerült az a Hálaadás, hogy ezért töltik azt azóta is minden évben Marshall bácsiéknál.
Az epizód végén Barney elkezdi cikizni Marshallt, amiért nem pofozhatja fel. Mivel Lily felszólítására sem hagyja abba, az utolsó másodpercekben Lily mégis engedélyezi a pofont. Miután Marshall jól képen vágja Barneyt, a zongorához megy, és előadja a külön erre az alkalomra írt "You Just Got Slapped" című dalt.

## Kontinuitás
- Ted és Robin a "Beboszetesza" című epizódban jönnek rá, hogy mennyire furcsa, hogy a szakításuk után is együtt lógnak.
- A pofogadás öt pofonja közül ez volt a harmadik.
- Lily azért kéri meg Robint, hogy süssön sütit, mert Marshall hajlamos megenni őket. A "Dobpergést kérek" című részben volt először látható vonzódása a süteményekhez.
- Robin rámutat Tednek a harmadik évad elején meglévő megkergülésére, azaz arra, hogy mennyi őrültséget csinál, amit a "Valami kék" című epizódban fogadott meg.
- A pofonvisszaszámláló oldal a "Most figyelj!" című részben szerepelt először.

## Jövőbeli utalások
- Ted tovább folytatja a kerge életmódot a "Nincs holnap" című részben.
- A hálaadási eseményekre "A megfelelő tesó" és "A Shelter-sziget" című részekben is utalnak.
- Tisztelgős szokásuk az "Előnyök", "A menyasszony", a "Barátos", és az "Örökkön örökké" című részekben is látható.
- Marshall dala, a "You Just Got Slapped" megjelenik a "Pofonadás 2: A pofon visszaüt" című részben, mint Lily apjának Pofogadás-társasjátékának reklámzenéje. Továbbá a "Pofonadás 3" végén a Boyz II Men énekli el a dalt.
- Lily a "Mosolyt!" című részben fejti ki, mennyire utálja, ha olyasvalakit hoznak a nagy közös eseményeikre, akit utána soha többé nem látnak.
- Barney az "Örökkön örökké" című részben sem tudja pontosan, hány napból áll egy hónap.

## Érdekességek
- Az eredeti vetítéskor az első két pofonra visszaemlékezéskor az egyik még azelőtt csattant el, hogy megkötötték a fogadást. A DVD-változaton már javították a hibát.
- Mikor Marshall kijelenti, hogy az utolsó órában járnak, igazából még 2 óra és 40 perc hátravolt a pofonig. A DVD-kiadáson ezt is javították.
- A pofogadás szabályainak lefektetésekor megállapodtak arról, hogy gyűrűt tilos viselni a pofon közben. Ezúttal azonban Marshall kezén mégis ott volt a jegygyűrű.
- Kanadában október második hétfőjén ünneplik a Hálaadást, első alkalommal 1872-ben került rá sor, 300 évvel Martin Frobisher halála után, amire pontatlanul hivatkoznak a sorozatban.

## Vendégszereplők
- Orson Bean – Bob
- Eben Ham – fiatalabb Bob

## Zene
- Marshall Eriksen – You Just Got Slapped
- Bishop Allen – Click, Click, Click, Click
- Adam Merrin of The 88 – Still Alright

## Fordítás
- Ez a szócikk részben vagy egészben  a   Slapsgiving című angol Wikipédia-szócikk ezen változatának fordításán alapul.  Az eredeti cikk szerkesztőit annak laptörténete sorolja fel. Ez a jelzés csupán a megfogalmazás eredetét és a szerzői jogokat jelzi, nem szolgál a cikkben szereplő információk forrásmegjelöléseként.